# Venon (Eure)
Venon település Franciaországban, Eure megyében. Lakosainak száma 389 fő (2022. január 1.). Venon Surtauville, Quatremare, Canappeville, Villettes, Ecquetot és Daubeuf-la-Campagne községekkel határos.

## Népesség
A település népessége az elmúlt években az alábbi módon változott:
| Lakosok száma | 148  | 254  | 260  | 278  | 372  | 382  | 395  | 413  | 405  | 389  |
|               | 1968 | 1982 | 1990 | 2006 | 2013 | 2015 | 2017 | 2019 | 2020 | 2022 |